# Eupithecia agnesata
Eupitecia agnesata es una especie de polilla de la familia Geometridae. La especie fue descrita por primera vez en 1908 con distribución en Estados Unidos. El holotipo de la especie fue descrita en los alrededores de Columbia Británica.
Es una polilla mediana a pequeña. La envergadura es de unos 18 milímetros (0,7 plg). El color de fondo de las alas anteriores es gris mezclado con escamas oscuras y líneas transversales negras con sombreado marrón en el área discal. Los adultos vuelan de abril a septiembre.